# Caytoniales

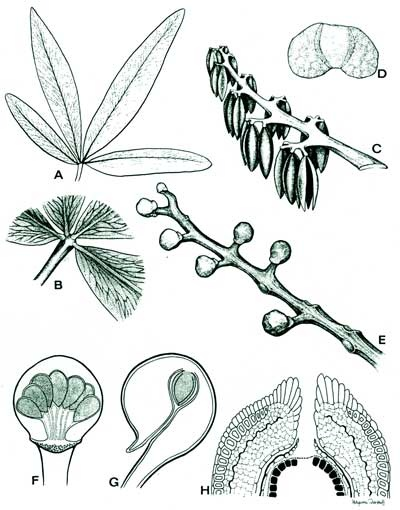
Caytoniales (A. Blatt, B. Blattadern, C. Pollensäcke, D. Pollenkorn, E. Samenstand, F. Cupula, G. Pollensackstruktur, H Samenanlage)

Die Caytoniales sind eine mesozoische Ordnung der ausgestorbenen Pflanzengruppe der Samenfarne. Ihre Samen sind in Cupula genannten Strukturen eingeschlossen, sodass sie systematisch vielfach in die Nähe der Bedecktsamer gestellt werden.

## Merkmale
Caytonia dürfte ein kleiner Baum gewesen sein.
Häufige Fossilien sind die aus drei bis sechs Blättchen zusammengesetzten handförmigen Blätter der Form-Gattung Sagenopteris. Bei Sagenopteris serrata sind die Blättchen bis sieben Zentimeter lang und lanzettlich. Sie besitzen eine deutliche Mittelrippe, die Seitenadern sind anastomosierend und bilden eine netzförmige Adernstruktur. Bei Sagenopteris phillipsii ist die Cuticula dick, die Zellwände der Epidermiszellen sind gerade. Eine weitere Blatt-Gattung ist Ruflorinia aus Argentinien.
Caytonanthus ist das Pollen-produzierende Organ. Es besteht aus einer schlanken Achse, an der abgeflachte, gefiederte Seitenzweige stehen. An jedem Zweig stehen ein bis drei längliche Synangien. Jedes davon ist rund einen Zentimeter lang, am distalen Ende verschmälert und besteht aus drei oder vier Pollensäcken, die um ein Zentralgewebe herum angeordnet sind. Die Synangien sind radiärsymmetrisch und öffnen sich zum zentralen Teil hin. Die Epidermiszellen sind zart und spindelförmig. Unter ihnen dürften sich dickwandige Faserzellen befinden.
Die Pollenkörner werden der Gattung Vitreisporites zugeordnet. Sie sind klein und haben zwei Luftsäcke (bisaccat). Bei Caytonanthus arberi sind die Körner rund 25 Mikrometer lang und besitzen im Inneren der Luftsäcke netzförmige Linien. In der Ultrastruktur der Sexine sind Bläschen zu erkennen (alveolat). Die Oberfläche ist durch eine distal befindliche, auffällige Keimfurche (Sulcus) gekennzeichnet. Bei Caytonanthus kochii sind die Pollenkörner mit 30 Mikrometer etwas größer.
Die Strukturen, die die Samenanlagen tragen, werden in die Gattung Caytonia gestellt. Sie bestehen aus einer rund fünf Zentimeter langen Achse, an der annähernd gegenständig becherförmige Cupulae stehen. Narben an manchen Achsen lassen vermuten, dass die Cupulae abgeworfen wurden. Jede Cupula ist rundlich und hat einen Durchmesser von bis zu 4,5 Millimetern. Die Cupulae sind zur Achse zurückgebogen, die Öffnung weist zur Hauptachse. Die Öffnung ist lippenförmig aufgebogen. Eine Cupula beinhaltet je nach Art acht bis 30 Samenanlagen. Die Samenanlagen stehen in einer Reihe entlang der Mittelrippe der Cupula. Jede Samenanlage steht an einem zarten Stiel, ist orthotrop ausgerichtet, radiärsymmetrisch und etwa 2 Millimeter groß. Das Integument der Samenanlage besteht aus einer äußeren, einreihigen Epidermis, darunter einer Reihe radial angeordneter, dickwandiger Zellen. Von Caytonia sewardii ist eine innere Cuticula bekannt. Der äußere Teil des Integuments entwickelte sich möglicherweise zu einer fleischigen Beere. Das Integument war wahrscheinlich von Leitbündeln durchzogen. Abgefallene Samen werden manchmal in die Formgattung Amphorispermum gestellt. Die Bestäubung fand nicht an der Lippe der Cupula statt, sondern an der Mikropyle der Samenanlage. Möglicherweise wurde der Pollen mittels Bestäubungstropfen in das Innere der Cupula und zur Mikropyle transportiert. Ob die Befruchtung durch schwimmende Gameten oder mittels Pollenschlauch erfolgte, ist unbekannt.
Caytonia bildet keine angiosperme Frucht, wie ursprünglich nach der Entdeckung angenommen. Die Cupula-Struktur ist jedoch eine Methode, die Samen zum Schutz einzuschließen und ähnelt daher dem Fruchtblatt der Angiospermen.
Die Cupulae von Ktalenia aus Argentinien beinhalten nur ein bis zwei Samenanlagen.

## Verbreitung
Die Gattung Sagenopteris ist auf der Nordhalbkugel weit verbreitet und wurde in den USA, auf Grönland, in England, Kanada und in Japan gefunden, ebenso auf der Südhalbkugel. Reproduktive Organe sind jedoch wesentlich seltener, Sagenopteris dürfte noch zu anderen Taxa als zu den Caytoniales gehören. Reproduktive Organe sind aus dem Jura von Europa und Australien, der Kreide von Sibirien, Argentinien und der Antarktischen Halbinsel bekannt.
Die Vertreter dürften vorwiegend in sumpfigen Standorten vorgekommen sein.

## Systematische Stellung
Wie bei allen mesozoischen Samenfarnen ist ihre Verwandtschaft mit den anderen Samenfarnen sehr fraglich. Vielfach wurden die Caytoniales auch in die Nähe zu den Bedecktsamern gestellt.
Die systematische Stellung der Caytoniales hängt auch von der Interpretation der Cupula ab. Von manchen Autoren wird sie als homolog dem äußeren Integument der Angiospermen-Samenanlage interpretiert, die Struktur der Angiospermen wäre demnach durch eine Reduktion der Samenanlagen in der Cupula auf eins entstanden. Demnach wären die Caytoniales die Schwestergruppe der Anthophyten. Andere kladistische Studien sahen die Caytoniales als Schwestergruppe der Glossopteridales.
Hilton und Bateman schlagen vor, die Caytoniales zusammen mit den Bennettitales und Pentoxylales provisorisch als Entwicklungsstufe „Höhere Samenfarne“ zusammenzufassen, die direkt den Bedecktsamern gegenüberliegen.

## Botanische Geschichte
Die Gruppe der Caytoniales wurden erstmals 1925 von H. H.Thomas aus dem mittleren Jura der Küste der Cayton Bay in Yorkshire beschrieben. Er vermutete zunächst, die Caytoniales wären frühe Vertreter der Bedecktsamer. Die Blätter der Gattung Sagenopteris waren jedoch schon länger bekannt.

## Belege
- Thomas N. Taylor, Edith L. Taylor: The Biology and Evolution of Fossil Plants. Prentice Hall, Englewood Cliffs 1993, S. 575–579. ISBN 0-13-651589-4
- E. L. Taylor, T. N. Taylor, H. Kerp, E. J. Hermann: Mesozoic seed ferns: Old paradigms, new discoveries. Journal of the Torrey Botanical Society, Band 133, 2006, S. 62–82